# Do-while 루프

Do-while 루프 도식

do-while 루프는 대부분의 컴퓨터 프로그래밍 언어에서 주어진 불리언 자료형 조건을 기반으로 코드가 한 번 실행할 수 있게 하는 제어 흐름문이다. 대부분의 언어와 달리 포트란의 do 루프는 실제로는 for 루프와 같다.
많은 컴퓨터 프로그래밍 언어에서 do while 루프는 코드 블록을 실행한 다음 주어진 부울 조건에 따라 블록을 반복하거나 루프를 종료하는 제어 흐름 문이다.
do while 구조는 프로세스 기호와 조건으로 구성된다. 먼저 블록 내의 코드가 실행된다. 그런 다음 조건이 평가된다. 조건이 true이면 블록 내의 코드가 다시 실행된다. 이는 조건이 거짓이 될 때까지 반복된다.
while 루프는 코드 블록이 실행된 후 조건을 확인한다. 이 제어 구조는 테스트 후 루프로 알려져 있다. 이는 do-while 루프가 종료 조건 루프임을 의미한다. 그러나 while 루프는 블록 내의 코드가 실행되기 전에 조건을 테스트한다.
즉, 항상 코드가 먼저 실행된 다음 표현식이나 테스트 조건이 평가된다. 이 프로세스는 표현식이 true로 평가되는 한 반복된다. 표현식이 거짓이면 루프가 종료된다. while 루프는 명령문의 진실성을 코드 실행에 필요한 조건으로 설정한다. do-while 루프는 조건이 더 이상 참이 아닐 때까지 작업이 계속 실행되도록 한다.
조건이 항상 참으로 평가되는 것이 가능하며 때로는 바람직할 때도 있다. 이로 인해 무한 루프가 생성된다. 무한 루프가 의도적으로 생성되면 일반적으로 루프 종료를 허용하는 또 다른 제어 구조가 있다. 예를 들어, break 문을 사용하면 무한 루프를 종료할 수 있다.
일부 언어에서는 이러한 유형의 루프에 대해 다른 명명 규칙을 사용할 수 있다. 예를 들어 Pascal 및 Lua 언어에는 제어 표현식이 true가 될 때까지 계속 실행된 다음 종료되는 "repeat Until" 루프가 있다. 대조적으로 "while" 루프는 제어 표현식이 true인 동안 실행되고 표현식이 false가 되면 종료된다.

## 구조체
아래의 소스는
```
do
 
{

   
do_work
();

}
 
while
 
(
condition
);

```

"continue" 문이 사용되지 않는 한 다음과 같으며
```
do_work
();

while
 
(
condition
)
 
{

   
do_work
();

}

```

기술적으로는 다음과 동등하다:
```
while
 
(
true
)
 
{

   
do_work
();

   
if
 
(
!
condition
)
 
break
;

}

```

또는
```
LOOPSTART
:

   
do_work
();

   
if
 
(
condition
)
 
goto
 
LOOPSTART
;

```

## 예제

### C
```
int
 
counter
 
=
 
5
;

int
 
factorial
 
=
 
1
;

do
 
{

  
factorial
 
*=
 
counter
--
;
 
/* Multiply, then decrement. */

}
 
while
 
(
counter
 
>
 
0
);

printf
(
"factorial of 5 is %d
\n
"
,
 
factorial
);

```

### C#
```
int
 
counter
 
=
 
5
;

int
 
factorial
 
=
 
1
;

do
 
{

  
factorial
 
*=
 
counter
--
;
 
/* Multiply, then decrement. */

}
 
while
 
(
counter
 
>
 
0
);

System
.
Console
.
WriteLine
(
factorial
);

```

### 자바
```
int
 
counter
 
=
 
5
;

int
 
factorial
 
=
 
1
;

do
 
{

  
factorial
 
*=
 
counter
--
;
 
/* Multiply, then decrement. */

}
 
while
 
(
counter
 
>
 
0
);

System
.
out
.
println
(
factorial
);

```

### 자바스크립트
```
var
 
counter
 
=
 
5
;

var
 
factorial
 
=
 
1
;

do
 
{

    
factorial
 
*=
 
counter
--
;

}
 
while
 
(
counter
 
>
 
0
);

console
.
log
(
factorial
);

```

### 액션스크립트 3
```
var
 
counter
:
int
 
=
 
5
;

var
 
factorial
:
int
 
=
 
1
;

do
 
{

  
factorial
 
*=
 
counter
--;
 
/* Multiply, then decrement. */

}
 
while
 
(
counter
 
>
 
0
);

trace
(
factorial
);

```

### 에이다
```
with
 
Ada.Integer_Text_IO
;

procedure
 
Factorial
 
is

  
Counter
   
:
 
Integer
 
:=
 
5
;

  
Factorial
 
:
 
Integer
 
:=
 
1
;

begin

  
loop

    
Factorial
 
:=
 
Factorial
 
*
 
Counter
;

    
Counter
   
:=
 
Counter
 
-
 
1
;

    
exit
 
when
 
Counter
 
=
 
0
;

  
end
 
loop
;

  
Ada
.
Integer_Text_IO
.
Put
 
(
Factorial
);

end
 
Factorial
;

```

### 포트란
```
program 
FactorialProg

  
integer
 
::
 
counter
 
=
 
5

  
integer
 
::
 
factorial
 
=
 
1

  
do

    
factorial
 
=
 
factorial
 
*
 
counter

    
counter
 
=
 
counter
 
-
 
1

    
if
 
(
counter
 
==
 
0
)
 
exit

  end do

  print
 
*
,
 
factorial

end program 
FactorialProg

```

포트란 90 이후 위의 iteration count가 없는 형태의 do 문과 아래의 do while 문이 추가되었다.
```
program 
FactorialProg

  
integer
 
::
 
counter
 
=
 
5

  
integer
 
::
 
factorial
 
=
 
1

  
factorial
 
=
 
factorial
 
*
 
counter

  
counter
 
=
 
counter
 
-
 
1

  
do while
 
(
counter
 
>
 
0
)

    
factorial
 
=
 
factorial
 
*
 
counter

    
counter
 
=
 
counter
 
-
 
1

  
end do

  print
 
*
,
 
factorial

end program 
FactorialProg

```

### 펄
```
$counter
 
=
 
5
;

$factorial
 
=
 
1
;

do
 
{

     
$factorial
 
*=
 
$counter
--
;

}
 
while
 
(
$counter
 
>
 
0
);

print
 
$factorial
;

```

### PHP
```
<?php

$counter
 
=
 
5
;

$factorial
 
=
 
1
;

do
 
{

     
$factorial
 
*=
 
$counter
--
;

}
 
while
 
(
$counter
 
>
 
0
);

echo
 
$factorial
;

?>

```

### PL/I
아래는 do until 문법만을 보여준다.
```
declare counter   fixed initial(5);
declare factorial fixed initial(1);
do until(counter<=0);
  factorial = factorial * counter;
  counter = counter - 1;
  end;
put(factorial);

```

### 래킷
```
#
lang
 
racket

(
define
 
counter
 
5
)

(
define
 
factorial
 
1
)

(
let
 
loop
 
()

  
(
set!
 
factorial
 
(
*
 
factorial
 
counter
))

  
(
set!
 
counter
 
(
sub1
 
counter
))

  
(
when
 
(
>
 
counter
 
0
)
 
(
loop
)))

(
displayln
 
factorial
)

```

### 루비
```
counter
 
=
 
5

factorial
 
=
 
1

begin

  
factorial
 
*=
 
counter

  
counter
 
-=
 
1

end
 
while
 
counter
 
>
 
0

puts
 
factorial

```

### 스몰토크
```
|
 counter factorial 
|

counter
 
:=
 
5
.

factorial
 
:=
 
1
.

[
counter
 
>
 
0
] 
whileTrue:

  [
factorial
 
:=
 
factorial
 
*
 
counter
.

  
counter
 
:=
 
counter
 
-
 
1
]
.

Transcript
 
show:
 
factorial
 
printString

```

### 비주얼 베이직 닷넷
```
Dim
 
counter
 
As
 
Integer
 
=
 
5

Dim
 
factorial
 
As
 
Integer
 
=
 
1

Do

   
factorial
 
*=
 
counter

   
counter
 
-=
 
1

Loop
 
While
 
counter
 
>
 
0

Console
.
WriteLine
(
factorial
)

```

## 같이 보기
- for 루프
- foreach
- while 루프
- 제어 흐름

## 참조
1. ↑  “Mozilla Developer Network Documentation - The Do While Loop in JavaScript”.
2. ↑  “Do While - Official PHP Documentation”.